# Nocthadena griseoviridis
Nocthadena griseoviridis là một loài bướm đêm trong họ Noctuidae.